# Scène nationale de l'Essonne Agora-Desnos
La Scène nationale de l'Essonne est située à Évry-Courcouronnes dans le département français de l'Essonne, labellisée scène nationale par le ministère de la Culture depuis 1991 et dédiée aux spectacles vivants. Depuis juillet 2018, elle est composée de deux lieux : le Théâtre de l'Agora à Évry-Courcouronnes et le Centre Culturel Robert Desnos à Ris-Orangis. Anciennement Théâtre de l'Agora, scène nationale d'Évry et de l'Essonne, elle devient Scène nationale de l'Essonne, Agora - Desnos puis Scène nationale de l'Essonne.

## Historique et présentation
Afin de désengorger Paris, la décision est prise de bâtir cinq villes nouvelles dans les années 1970 : Cergy-Pontoise, Sénart, Saint-Quentin-en-Yvelines, Marne-la-Vallée et Évry. C'est en 1965 que l'État décide de construire la cinquième à Évry-Petit-Bourg. Cela concerne un vaste territoire agricole situé en banlieue qui avait atteint la commune de Ris-Orangis au nord et la commune de Corbeil-Essonnes alors sous-préfecture de Seine-et-Oise au sud.
La ville nouvelle se voulant le contraire des cités dortoirs, ambitionne de devenir un pôle d'équipement et d'activités. Il est décidé d'y construire un centre à l'échelle des besoins présents et à venir. Évry-Petit-Bourg, rebaptisé Évry, devient la préfecture d'un nouveau département : l'Essonne.
Le centre, qui se veut multifonctionnel, est construit au milieu des champs. Apparaissent successivement la préfecture de l'Essonne, une gare SNCF et un vaste centre commercial accompagné de l'Agora. Cet ensemble, principalement agrémenté de commerces de restauration, s'organise autour d'une grande place ouverte située dans le prolongement des allées commerçantes. L’Agora inauguré le 19 mars 1975 se définit comme un vaste ensemble d’équipements publics et privés d’ordre culturel, social et sportif, à vocation départementale, intégrés dans une même architecture. C'est un complexe culturel et de loisirs destiné aux usagers du centre commercial dont le rayonnement est prometteur. Dans cette Agora se trouvent une salle de spectacle de deux mille places (dénommée par la suite « Les Arènes »), une de neuf cent places (et cent cinquante places (un cinéma), une artothèque, un centre œcuménique, une bibliothèque, une piscine, un bowling, une patinoire, des salles de cinéma, des studios pour la télévision et des bureaux qui abritent des associations.

### 1975
A l’Agora, le théâtre n’existe pas en tant que tel les salles de spectacle du Studio et de l’Hexagone font partie de l’ensemble des lieux (arènes, cinéma, patinoire, piscine, bibliothèque). Son montage gestionnaire l’est tout autant ; géré par deux associations Évry Animation, EVA, créée en 1974 quitte la ferme du Bois-Briard de Courcouronnes (qui abrite depuis septembre 2011 l’école départementale de théâtre EDT du 91) pour y emménager en 1977, et le Centre Culturel créé en 1977. Centre Culturel et Évry Animation sont donc deux associations créatrices d’activités.
Le théâtre fut inauguré en 1975: il jouxte le centre commercial Évry 2 en centre ville d'Évry, à proximité directe de la gare d'Évry - Courcouronnes. La grande salle de 900 places était visible depuis la place avec une volonté de transparence très importante.

### 1985
Le C.A.C nait officiellement lors du comité du SAN du 9 juillet 1985. La machine administrative et les échanges épistolaires se mettent en route, François Bousquet, président du SAN, confirme à Dominique Wallon, directeur du développement culturel du Ministère, son "accord plein et entier sur la désignation de M. Bernard Castera au poste de Directeur du Centre d'action culturelle de l'Agora d'Évry" et précise que celui-ci sera recruté officiellement au 1er octobre 1985. Le ministère confirme ce choix le 14 octobre 1985 et demande la mise en place d’une convention avant la fin de l'année, la création de l'association qui contrôlera le C.A.C et l'établissement pour « une durée de 3 ou 4 ans d'un projet culturel et artistique global. ».
Le Journal officiel du 9 octobre 1985 publie la déclaration à la préfecture de l’Essonne le 25 septembre 1985 de l’association Centre d’action culturelle de l’Agora d’Évry, dit : Agora actions culturelles. Son objet : promouvoir la création artistique contemporaine ; contrôler la gestion matérielle et financière du centre d’action culturelle. Son président est Pierre-Jean Banuls, par ailleurs directeur de la Régie de l’Agora. Son directeur est Bernard Castera nommé en juin 1985 avec l’agrément du Ministère de la Culture.
L'Agence Cable a façonné peu à peu une identité graphique pour le Théâtre de l'Agora. Elle est maintenant affirmée et bien perçue dans l'Agglomération.
Les deux salles du Théâtre de l'Agora et la galerie permettent de situer l'action sur trois niveaux : 
- dans l'Hexagone, programmation d'œuvres de référence théâtrales s'adressant à un large public.

- au Studio, présentation de créations et diffusion de spectacles de théâtre pouvant donner lieu à des séries
- dans la galerie photo, exposition de photographie en lien avec la Galerie de l'Aire libre et l'artothèque.

### 1991
Le 25 février 1992, Bernard Faivre d'Arcier, Directeur du Théâtre et des Spectacles, informe le Président Holleaux que le Centre d'Action Culturelle reçoit le label Scène nationale pour la durée du mandat du directeur Bernard Castéra. Les objectifs ne changent pas, la nouvelle scène doit avoir un caractère pluridisciplinaire et s’inscrire dans son environnement. Le cap des 1000 abonnés est franchi au cours de la saison 1992 - 1993.
Le 22 novembre 1993, Michel Mottez est élu à l'unanimité président de la Scène nationale. Ce même jour, le Conseil d'administration approuve le projet artistique du directeur. Le projet confirme les axes de travail: danse contemporaine, théâtre et photographie, résidence de la  Compagnie Larsen et du Théâtre du Chemin Creux. Il marque la volonté d'approfondir l'ancrage de la Scène nationale dans l'agglomération. La nouvelle salle de l’Hexagone sera présentée à la presse locale et aux élus le samedi 11 décembre 1993.

### 2000
Le départ de Bernard Castera qui fait valoir son droit à la retraite est annoncé début 2000.
"Si je devais former un vœu pour cette maison, ce serait qu'elle puisse être un objet de fierté partagée, qu'elle suscite de la passion et non de la méfiance, que ce temps du bilan d'étape provoque un débat bienveillant à l'égard d'un outil si précieux dans un territoire complexe et meurtri." Hélène Laverge
Le Théâtre de l'Agora dispose d'une salle principale de 650 places assises avec un plateau large de dix-huit mètres et profond de dix-sept, d'une seconde salle de 240 places assises avec un plateau large et profond de dix mètres, d'une galerie d'exposition (anciennement artothèque) de 65 mètres carrés, d'un restaurant de 100 couverts et de deux salles de répétition.
En 2012, Christophe Blandin-Estournet prend la tête du Théâtre de l'Agora, scène nationale d'Évry et de l'Essonne avec un projet situé. Après avoir obtenu des habitants qu’ils forment un public, les artistes les sollicitent parfois comme participants, poursuivant la déclinaison de l'engagement territorial de l’art dans l’espace public. Dans cette nouvelle dimension des démarches de création, la participation recouvre des réalités différentes : simple opportunité communicante, recherche d’un effet de masse à moindre coût, autant que démarche faisant place à la singularité du contexte (territoire, population, histoire…). Ces projets s’inventent et s’écrivent avec les habitants et les artistes, sur le mode « jeu à plusieurs mains », selon une triangulation contextuelle : habitants, opérateur, artistes. Il ne s’agit pas de se substituer à l’acte de création de l’artiste ou d’interpréter les pensées des habitants, mais de produire les conditions d’un échange permettant à l’histoire de s’inventer, par l’attention et l’implication réciproques. Christophe Blandin-Estournet est également président de Clown sans frontière. C'est Benoit Bonnemaison et Fred Fivaz qui créent l'identité graphique. Les tarifs sont baissés et le pass découverte (3 spectacles, 24€) est lancé. 

### 2018
2018, la Communauté d'agglomération Grand Paris Sud se sépare du Centre culturel Robert Desnos. Cette salle, partagée avec les Cinoches qui restent propriété de GPS, devient la 3ème salle et le théâtre est renommé : Scène nationale de l'Essonne, Agora - Desnos.
La ville d'Évry est depuis le 1er janvier 2019 devenue la nouvelle commune d'Évry-Courcouronnes.
À partir de septembre 2019, la Scène nationale de l'Essonne annonce la fermeture temporaire du Théâtre de l'Agora pour une durée de trois ans, à cause des travaux des Arènes de l'Agora et de la Place de l'Agora. Un théâtre éphémère est construit derrière l'Université d'Évry Val d'Essonne pour continuer d'accueillir une programmation culturelle sur la ville. Le centre culturel Robert-Desnos reste ouvert. L'institution devient la Scène nationale de l'Essonne. 
Le 13 février 2020, le centre culturel Robert-Desnos accueille l'avant-dernier spectacle donné par Christophe, deux mois avant sa disparition brutale.
En juin 2022, l'Ephémère est démonté et la Scène nationale de l'Essonne réintègre pleinement le Théâtre de l'Agora.
En janvier 2023, Christophe Blandin-Estournet prend sa retraite et c'est Matthias Tronqual qui prend la suite avec un projet intitulé "L'Art en commun". Ce sont les AAAAA qui créent une nouvelle identité graphique pour la saison 2023-2024. Le pass illimité est lancé également. 
En décembre 2022, la galerie d'exposition est détruite et en juillet 2023, le restaurant du théâtre ferme ses portes pour laisser place à un espace rénové et polyvalent, la Libre Scène. En lien direct avec la programmation, elle accueille certains événements artistiques de la saison de la Scène nationale. Elle offre également un cadre privilégié pour les pratiques amateurs avec des ateliers réguliers gratuits.
En janvier 2025, la Petite Scène, espace gratuit au sein du théâtre dédiée à la petite enfance, ouvre ses portes en collaboration avec l'Irfase et la ville d'Evry-Courcouronnes. La petite Scène a été imaginée par Émilie Faïf,, artiste plasticienne reconnue pour ses installations interactives et ses réflexions sur le corps et le vivant. Les modules et objets scénographiques qu’elle a créés pour ce lieu sont inspirés des couleurs de peau et des formes du corps humain, offrant aux enfants un univers doux et inclusif. Ces éléments invitent à l’exploration sensorielle et à l’expression, tout en encourageant la découverte de soi et des autres. Une version mobile existe pour se déplacer dans d'autres lieux. 

## Missions d'une scène nationale

### La responsabilité artistique
- Proposition faite à une population d’une programmation pluridisciplinaire, établie par la direction qui doit refléter les principaux courants de la production actuelle que ce soit pour le spectacle vivant, le cinéma, les arts visuels…
- La responsabilité artistique des Scènes nationales s’exerce à l’égard des artistes eux-mêmes, en facilitant leur travail de recherche et de création[23].

### La responsabilité professionnelle
- Pour les Scènes nationales, au rôle d’exemplarité qu’elles ont joué de manière déterminante pour l’aménagement culturel du territoire s’est donc progressivement substituée une responsabilité nouvelle d’entraînement, d’animation et de références pour le vaste paysage de la création et de la diffusion artistique qui les environne.

### La responsabilité publique
- Elle se traduit par la considération permanente portée à un territoire et à sa population, dans toutes leurs composantes particulières.
- Ce territoire peut varier, de la taille d’une grande agglomération à celle d’un département, voire au-delà, en fonction de la diversité et de l’importance des partenariats publics noués autour de chaque scène bénéficiaire du label.

### Directeurs
- Bernard Castéra (1985-2001)
- Hélène Laverge (2001-2006)
- Monica Guillouet-Gélys (2006[24],[25]-2012[26],[27])
- Christophe Blandin-Estournet (2012[28]-2023)
- Matthias Tronqual (depuis 2023)

## Sources
1. ↑  « Liste des scènes nationales d'Île-de-France sur le site du ministère de la Culture. »(Archive.org • Wikiwix • Archive.is • Google • Que faire ?) Consulté le 31/03/2009.
2. ↑  https://www.biblio.univ-evry.fr/memoires/2013/2013_MM2_Histoire_Kombila.pdf
3. ↑  Lettre du 19 septembre 1985 du président du SAN au directeur du développement culturel, dossier nomination Bernard Castera,, 19 septembre 1985, boîte « archive BC », dépôt d’archive du Théâtre de l’Agora.
4. ↑  Association des Scènes nationales, « Scène nationale de l'Essonne », sur Association des Scènes nationales, 26 mars 2024 (consulté le 2 juin 2025)
5. ↑  « Hélène Laverge, Synthèse bilan du contrat d’objectifs et de moyens 2002/2005, 2006 », tous les 5 ans,‎ janvier 2006
6. ↑  Présentation du théâtre sur son site officiel. Consulté le 31/03/2009.
7. ↑  « Christophe Blandin-Estournet : "Nous sommes des agents de liaison" », sur France Culture, 9 novembre 2020 (consulté le 2 juin 2025)
8. ↑  « Christophe Blandin-Estournet : "Nous sommes des agents de liaison" », sur France Culture, 9 novembre 2020 (consulté le 23 mai 2023).
9. ↑  « Les « projets situés », ou les métamorphoses de l’action culturelle », sur Nectart, 2017.
10. ↑  « Jacques Chirac, la grande famille réunie au Quai Branly », sur l'Opinion, 21 novembre 2014 (consulté le 2 juin 2025)
11. ↑  Clowns Sans Frontières, « Témoignage de Christophe Blandin-Estournet, responsable du projet Sénégal », sur Clowns Sans Frontières, 4 octobre 2018 (consulté le 2 juin 2025)
12. ↑  Ici, demain, l'Agora
13. ↑  « LE THÉÂTRE ÉPHÉMÈRE ET SA PROGRAMMATION ÉCLECTIQUE OUVRE SES PORTES À DEUX PAS DE L’UNIVERSITÉ », sur univ-evry.fr.
14. ↑  « Interview. Les objectifs de Matthias Tronqual, le nouveau directeur de la Scène nationale de l'Essonne », sur actu.fr, 18 décembre 2022 (consulté le 2 juin 2025)
15. ↑  Scène nationale de l'Essonne, « L’art en commun ⥊ Scène nationale de l'Essonne », sur www.scenenationale-essonne.com (consulté le 27 novembre 2024)
16. ↑  « Le Spot Grand Paris Sud - EVERY FUN, EVERY FOOD FOR EVERYONE », sur Le Spot Grand Paris Sud (consulté le 23 mai 2023).
17. ↑  « La Petite Scène », sur Paris Mômes, 28 janvier 2025 (consulté le 2 juin 2025)
18. ↑  Par Cécile Chevallier Le 24 janvier 2025 à 15h37, « « Place à l’imaginaire » : un nouveau lieu de culture gratuit pour les tout-petits au centre commercial d’Évry », sur leparisien.fr, 24 janvier 2025 (consulté le 2 juin 2025)
19. ↑  Scène nationale de l'Essonne, « Émilie Faïf ⥊ Scène nationale de l'Essonne », sur www.scenenationale-essonne.com (consulté le 2 juin 2025)
20. ↑  « Emilie Faïf », sur www.emiliefaif.com (consulté le 2 juin 2025)
21. ↑  « La plasticienne et scénographe Émilie Faïf », sur France Culture, 3 mars 2020 (consulté le 2 juin 2025)
22. ↑  « La petite scène - Kimini - sortir en famille » (consulté le 2 juin 2025)
23. ↑  Association des Scènes nationales, « Le label », sur Association des Scènes nationales (consulté le 23 mai 2023).
24. ↑  Le 13 avril 2006, le conseil d'administration du théâtre nomme Monica Guillouet-Gélys à la direction du théâtre.
25. ↑  Discours de Renaud Donnedieu de Vabres lors de la nomination de Monica Guillouet-Gélys sur le site du ministère de la Culture. Consulté le 31/03/2009.
26. ↑  Mention de la direction jusqu'au 12 juin 2012 sur la page « Équipe » du site de l'Agora.
27. ↑  Mentions de la nomination de Monica Guillouët-Gélys à la direction de la Scène nationale de La Filature de Mulhouse les 2 et 3 mars 2012 sur les sites de La Revue du Spectacle, de L'Alsace et Les trois coups.
28. ↑  « Théâtre de l'Agora, l'équipe ».